# Joseph-Guillaume Bossé
Pour les articles homonymes, voir Bossé.
Joseph-Guillaume Bossé (4 août 1843-7 septembre 1908) fut un avocat et homme politique fédéral du Québec.

## Biographie
Né à Québec dans le Canada-Est, il devint député Parti conservateur dans la circonscription fédérale de Québec-Centre en 1882. Il ne se représenta pas en 1887.
Son père, Joseph-Noël Bossé, fut sénateur de la division de De la Durantaye de 1867 à 1868.
Il est bâtonnier du Québec de 1880 à 1881.